# Толстопятов, Игорь Анатольевич
Игорь Анатольевич Толстопятов (род. 22 октября 1965 года) — тренер сборной России по подводному спорту.

## Карьера
Занимаясь подводным спортом в Красноярске выполнил норматив кандидата в мастера спорта.
После окончания спортивной карьеры стал тренером.
В настоящее время является тренером сборной России по подводному спорту, профилируется на подготовке пловцов в ластах. Заслуженный тренер России (1995). Отличник физической культуры и спорта (2000). Судья республиканской категории, тренер-преподаватель высшей категории.
Почётный работник высшего профессионального образования (2009). Профессор физического воспитания Сибирского государственного аэрокосмического университета, декан факультета физической культуры и спорта. Главный тренер сборной Красноярского края по подводному плаванию.
Среди его воспитанников: Елена Фалеева, Анастасия Вологдина, Татьяна Шкомплетова, Владимир Соколов, Фёдор Бабаев, Елена Кононова, Максим Айтов, Денис Аршанов и др..
Также работает тренером в МАБОУДОД СДЮСШОР «Спутник» (Красноярск).